# Javor u Hanáků
Javor u Hanáků je vysoký pravidelně rostlý památný strom javor klen (Acer pseudoplatanus) s košatou oválnou hustě zavětvenou korunou s dvěma vrcholy, který roste u žulové skály v Nejdku v Karlovarském kraji, v prudkém svahu nad pravým břehem Rolavy proti sídlišti Rolavská v ulici Závodu míru v blízkosti čp. 858. Součástí skály je podélně rozpukaný žulový blok s litinovým křížkem. Skalka, starý javor i tmavý dřevěný štít blízkého stavení jsou malebným protějškem strohých panelových domů na protějším břehu řeky. Výška javoru je 23,5 m, obvod kmene měří 306 cm (měření 2004). Strom je chráněn od roku 2006.

## Stromy v okolí
- Čtveřice lip srdčitých u Zimů
- Buková alej v ulici Pod Lesem
- Javor na Hofberku
- Tatrovická lípa
- Tatrovický buk